# Station Prioma
Station Prioma was een spoorwegstation in de Poolse plaats Prioma.